# Holstinghausen genannt Holsten

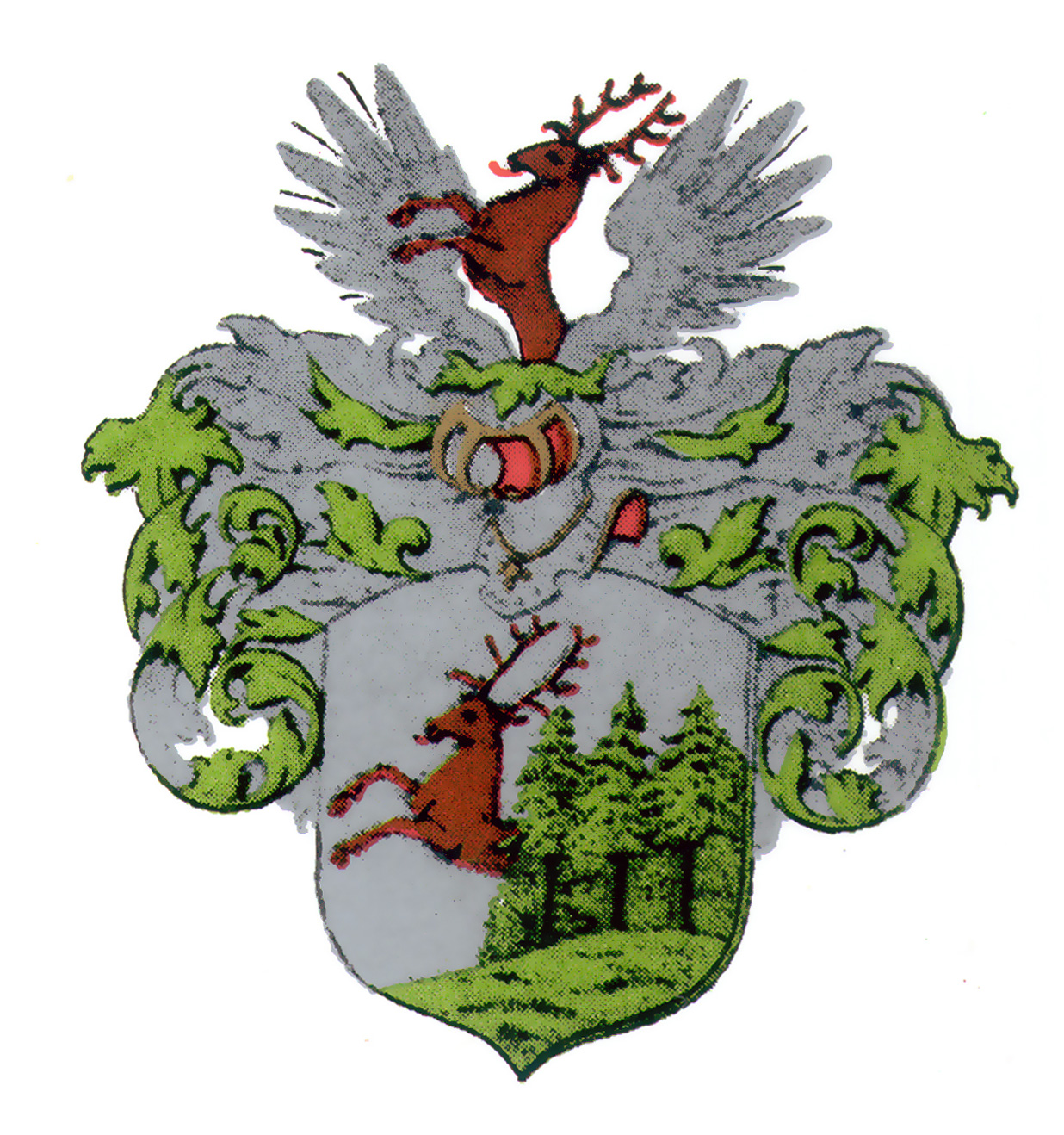
Familienwappen derer von Holstinghausen genannt Holsten

Holstinghausen genannt Holsten (russisch фон-Гольстинггаузен-Гольстен) ist der Name eines deutsch-baltischen Adelsgeschlechts, deren uradelige Herkunft in der Grafschaft Mark (heute Raum Ruhr und Lippe) belegt wird. 1423 werden sie erstmals in Alt-Livland und 1650 im Herzogtum Kurland und Semgallen urkundlich belegt. Seit Beginn des 17. Jahrhunderts dienten sie als Offiziere in der litauischen und niederländischen Armee. 1775 wurde ihnen die polnische Staatsangehörigkeit verliehen, sie waren dann hauptsächlich in Panevėžys (Litauen) ansässig. Einige Familienmitglieder gingen später nach Polen und Deutschland.

## Adelsstand
Zu Zeiten der Neuaufteilung der baltischen Provinzen und dem Abschluss des Friedens von Nystad, im Jahre 1721, wurde die Familie im Baltikum nicht als adelszugehörig anerkannt. Erst 1798 und in den Jahren 1840 bis 1854 wurden sie in die Matrikel des Gouvernement Kaunas aufgenommen. 1841 wurden sie ebenfalls in die Adelsmatrikel der Kurländischen Ritterschaft immatrikuliert. Der Regierende Senat des Russischen Kaiserreichs bestätigte 1853 und nochmals 1862 den Titel eines Barons.

## Stammfolge
Karl Jakob von Holstinghausen gen. Holsten (* 1794 in Pomusch; † 1852 in Riga), kurländischer Kammerherr
- Joseph Alexander von Holstinghausen gen. Holsten (1829–1908), Gutsbesitzer
  - Hendrik (Heinrich) von Holstinghausen gen. Holsten († 1930 in Užusaliai)
- Karl Ignaz von Holstinghausen gen. Holsten (1837–1904)
  - Andrzej (Andreas) von Holstinghausen gen. Holsten (1876–1930 in Grodno)
    - Jerzy (Georg) von Holstinghausen gen. Holsten (* 1920, † 1942 in Auschwitz)

## Wappen

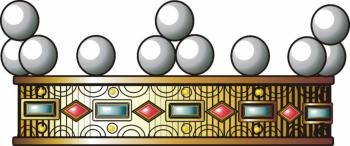
Baltische Baronskrone

Auf dem silbernen Wappenschild springt von links nach rechts aus dem grünen Wald in eine grüne Lichtung ein halbierter brauner Hirsch. Über der Helmzier ein offener silberner Flug, aus deren Mitte springt wiederum der braune Hirsch. Die Helmdecke ist grün-silber. In der russischen Variante steht über dem Wappen die Baronskrone.